# Pädagogisches Landesinstitut Rheinland-Pfalz

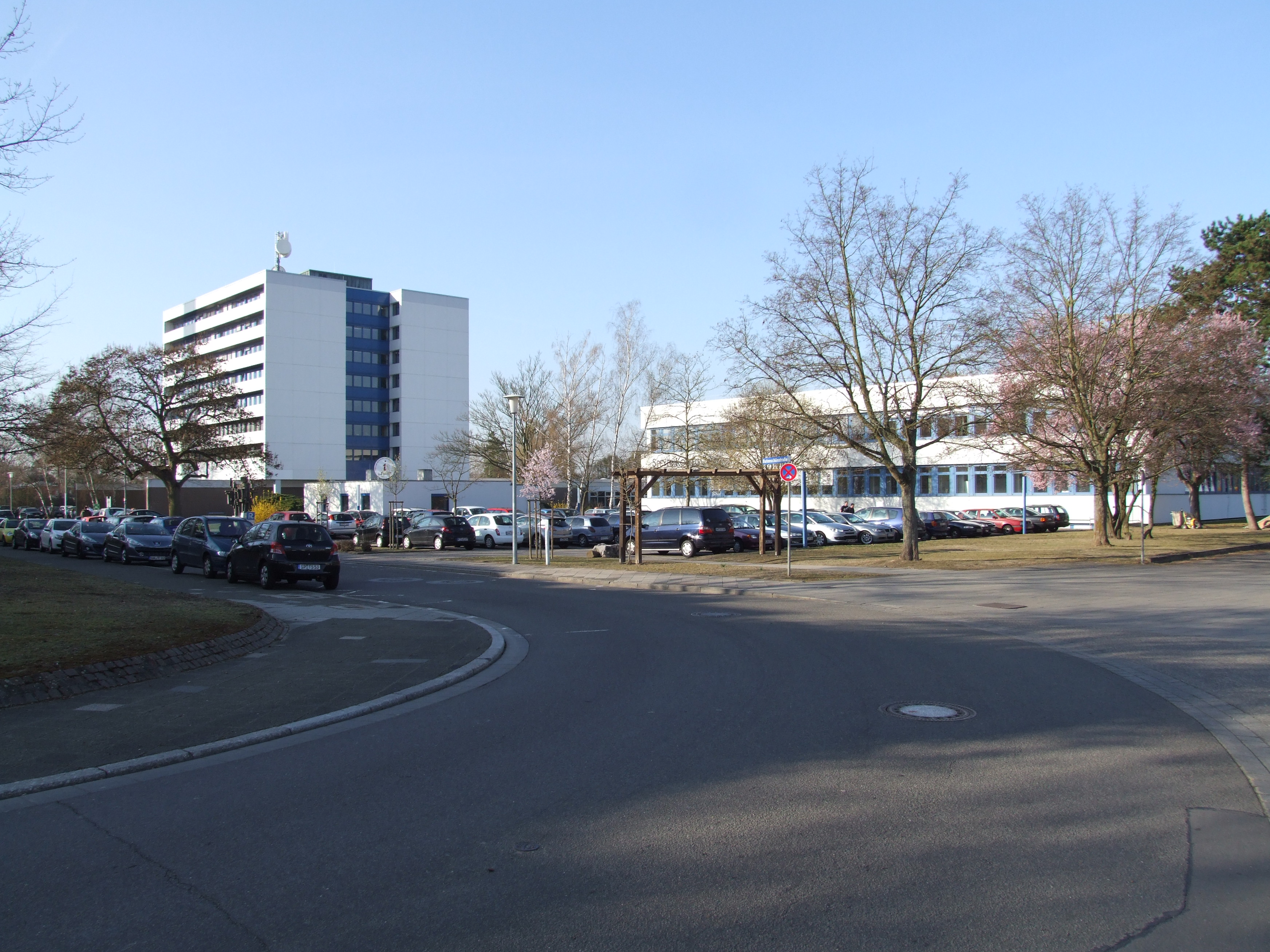
Hauptsitz des Pädagogischen Landesinstituts in Speyer (links)

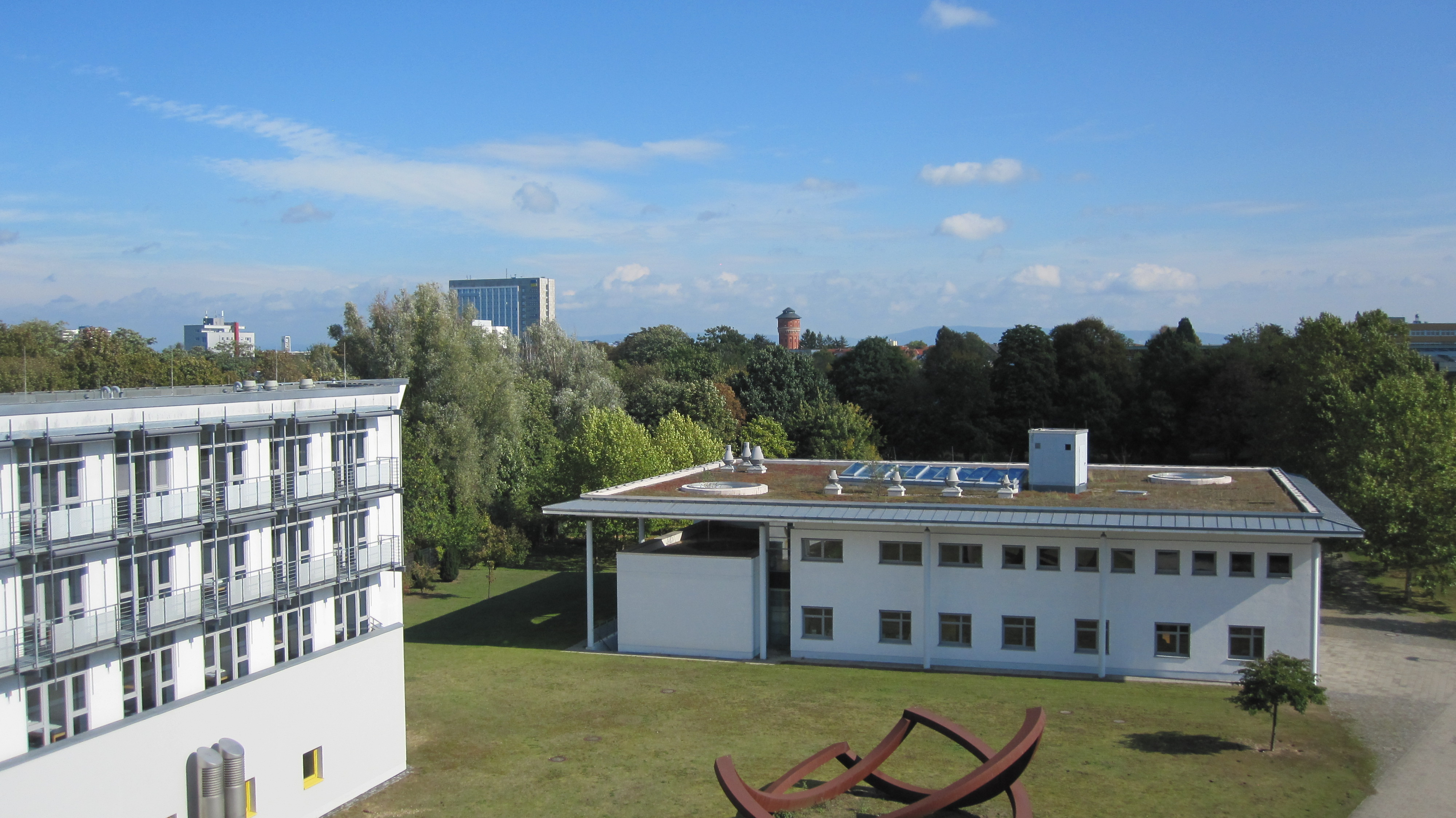
Fortbildungszentrum Speyer

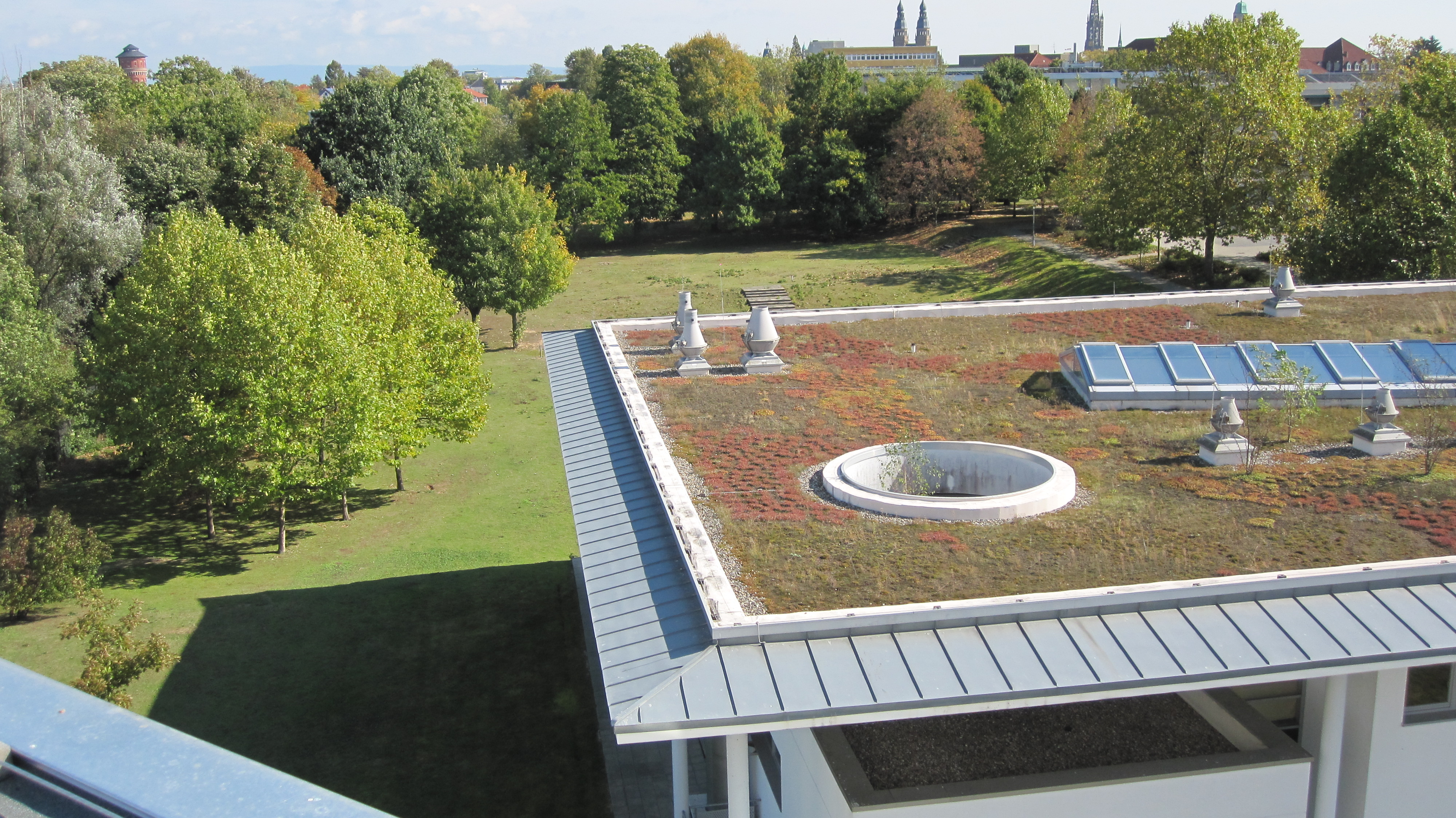
Begrüntes Dach des Fortbildungszentrums Speyer

Das Pädagogische Landesinstitut Rheinland-Pfalz (PL) ist eine Serviceeinrichtung des Landes Rheinland-Pfalz zur Beratung und Fortbildung und richtet sich an rheinland-pfälzische Schulen und Lehrkräfte sowie alle an Schule Beteiligten, was auch pädagogische Fachkräfte, Eltern, Schülerinnen und Schüler etc. einschließt.

## Geschichte
Das Institut wurde am 1. August 2010 aus drei pädagogischen Serviceeinrichtungen gegründet: dem Pädagogischen Zentrum (PZ) (ehemaliger Sitz Bad Kreuznach), dem Institut für schulische Fortbildung und schulpsychologische Beratung (IFB) (ehemaliger Sitz Speyer) und dem Landesmedienzentrum (LMZ) (ehemaliger Sitz Koblenz). Das IFB wiederum war entstanden durch die Zusammenlegung des Staatlichen Instituts für Lehrerfort- und -weiterbildung (SIL) Rheinland-Pfalz mit den schulpsychologischen Beratungseinrichtungen von Rheinland-Pfalz.

## Aufgaben
Das Pädagogische Landesinstitut offeriert fachliche und überfachliche Fort- und Weiterbildung, Unterstützung, Begleitung und Beratung zur Schul- und Unterrichtsentwicklung und zur Medienbildung, Bereitstellung von Medien und Materialien für den Unterricht, schulpsychologische Beratung sowie schulische IT-Dienstleistungen. So wird beispielsweise das an Schulen in Rheinland-Pfalz eingesetzte IT-System MNS+, das auf Active Directory basiert, vom Pädagogischen Landesinstitut entwickelt.
Anders als bei anderen Landesbildungsinstituten gehört der Vorbereitungsdienst in der Lehrerausbildung nicht zu den Aufgaben.

## Organisation
Das PL ist eine dem rheinland-pfälzischen Bildungsministerium nachgeordnete Behörde.
Die Institutsleitung und zentrale Verwaltung befindet sich am Hauptsitz in Speyer, Butenschönstraße 2. Hauptstandorte sind zudem in Bad Kreuznach und Koblenz. An allen drei Hauptstandorten finden sich auch Schulpsychologische Beratungszentren des Pädagogischen Landesinstituts.
Weitere Standorte, in denen (auch) Schulpsychologische Beratungszentren untergebracht sind, bestehen in Gerolstein, Hachenburg, Idar-Oberstein, Kaiserslautern, Kirchheimbolanden, Ludwigshafen am Rhein, Mainz, Mayen, Pirmasens, Trier und Wittlich.
Regionale Standorte des PL sind darüber hinaus in Altenkirchen und Daun.

## iMedia
Gemeinsam mit dem Ministerium für Bildung veranstaltet das Pädagogische Landesinstitut seit 2005 jährlich in Mainz die Fortbildungsmesse iMedia zum Lehren und Lernen mit Medien, an der neben etwa 60 Ausstellern gut 1000 Lehrer aus Rheinland-Pfalz und angrenzenden Bundesländern teilnehmen.